# 買兇殺己
買兇殺己，是一種特殊形式的自殺。死者通常死意堅定，且背負高額債務。企圖偽裝成意外死亡或被謀殺，詐領保險金給受益人。兇手受死者所託，為死者行加工自殺，而非謀殺。因此保險公司可以拒絕理賠。

## 買兇殺己的案例
- 華采慧命案[1]

## 天使連鎖
與買兇殺己相近的自殺方式是「天使連鎖」。一樣都是借助外人殺掉自己，但是最大的不同點在於，被害者同時也是他人的加害者，且不論是被害者還是加害者，彼此都不認識，也無任何的金錢關係。而是透過自殺網站的指揮去做下表面上毫無關聯的行為，導致有人因意外而死亡。因為彼此視對方為拯救自己上天堂的天使，故得「天使連鎖」之名。但由於各國全力掃蕩自殺網站，此類的自殺方式已不復見，現僅存於推理類的小說或漫畫之中。

## 外部連結
- Google:"買兇殺己"